# Линькоу (Муданьцзян)
Линько́у (кит. упр. 林口, пиньинь Línkǒu) — уезд городского округа Муданьцзян провинции Хэйлунцзян (КНР).

## История
В 1931 году Маньчжурия была оккупирована японскими войсками, а в 1932 году было образовано марионеточное государство Маньчжоу-го. В 1936 году в эти места, в заросшее густым лесом горное ущелье, была проведена железная дорога, и здесь появилась станция Линькоу («Лесное ущелье»). Эти места стали быстро развиваться, и в июне 1939 года правительством Маньчжоу-го из прилегающих земель уездов Боли, Мишань и Мулин был создан новый уезд Линькоу.
После Второй мировой войны в апреле 1946 года здесь была образована провинция Суйнин, и уезд вошёл в её состав. В мае 1946 года уезд Линькоу и район Ухэлинь (五河林区) города Муданьцзян были объединены в новый уезд Улинь (五林县). В октябре 1946 года эта провинция преобразована в Специальный район Муданьцзян (牡丹江专区). В феврале 1947 года уезд Линькоу был вновь выделен из уезда Улинь в отдельную административную единицу. В августе 1947 года специальные районы Муданьцзян и Дунъань были объединены в провинцию Муданьцзян (牡丹江省). В июле 1948 года решение о создании провинции Муданьцзян было отменено, и эти земли вошли в состав провинции Сунцзян. В январе 1949 года к уезду Линькоу был присоединён уезд Дяолин (刁翎县, ранее был выделен из уезда Илань). В 1954 году провинция Сунцзян была присоединена к провинции Хэйлунцзян.
В феврале 1956 года правительство Хэйлунцзяна образовало Специальный район Муданьцзян (牡丹江专区), и уезд вошёл в его состав. В октябре 1983 года Специальный район Муданьцзян был расформирован, и уезд вошёл в состав городского округа Муданьцзян.

## Административное деление
Уезд Линькоу делится на 8 посёлков и 3 волости.
| №  | Название   | Название (кит.) | Статус  | Население чел. (2010) | На карте                         |
| -- | ---------- | --------------- | ------- | --------------------- | -------------------------------- |
| 1  | Линькоу    | 林口镇          | поселок | 100.000               | 45°16′58″ с. ш. 130°15′32″ в. д. |
| 2  | Дяолин     | 刁翎镇          | поселок | 40.704                | 45°46′45″ с. ш. 129°59′34″ в. д. |
| 3  | Циншань    | 青山乡          | волость | 28.251                | 45°26′36″ с. ш. 130°33′33″ в. д. |
| 4  | Лунчжао    | 龙爪镇          | поселок | 27.312                | 45°14′44″ с. ш. 130°08′39″ в. д. |
| 5  | Гучэн      | 古城镇          | поселок | 26.338                | 45°21′12″ с. ш. 130°17′21″ в. д. |
| 6  | Куйшань    | 奎山乡          | волость | 25.306                | 45°13′43″ с. ш. 130°23′55″ в. д. |
| 7  | Чжуцзя     | 朱家镇          | поселок | 24.267                | 44°52′20″ с. ш. 129°51′02″ в. д. |
| 8  | Люшу       | 柳树镇          | поселок | 23.969                | 44°54′33″ с. ш. 130°00′29″ в. д. |
| 9  | Саньдаотун | 三道通镇        | поселок | 22.381                | 45°40′53″ с. ш. 129°44′08″ в. д. |
| 10 | Цзяньтан   | 建堂乡          | волость | 21.33                 | 45°40′42″ с. ш. 130°02′49″ в. д. |
| 11 | Ляньхуа    | 莲花镇          | поселок | 12.64                 | 45°28′19″ с. ш. 129°47′49″ в. д. |